# 52228 Протос
52228 Протос (52228 Protos) — астероїд головного поясу, відкритий 5 вересня 1977 року.
Тіссеранів параметр щодо Юпітера — 3,000.